# Glicolurile
Il glicolurile è un composto chimico di formula chimica C4H6N4O2.
Tramite ponti metilici, forma polimeri chiamati cucurbiturili, che sono una classe di molecole molto studiate nella chimica ospite/ospitante e quindi utilizzate come strumento molecolare per legare ed imprigionare guest molecolari (ospiti molecolari).